# (1233) Kobresia
(1233) Kobresia es el asteroide número 1233 situado en el cinturón principal. Fue descubierto por el astrónomo Karl Wilhelm Reinmuth  desde el observatorio de Heidelberg, el 10 de octubre de 1931. Su designación alternativa es 1931 TG2. Está nombrado por la Kobresia, un género de plantas de la familia de las ciperáceas.